# Acantholipes larentioides
Acantholipes larentioides är en fjärilsart som beskrevs av Embrik Strand 1920. Acantholipes larentioides ingår i släktet Acantholipes och familjen nattflyn. Inga underarter finns listade i Catalogue of Life.